# Rožňavské Bystré
Rožňavské Bystré este o comună slovacă, aflată în districtul Rožňava din regiunea Košice. Localitatea se află la altitudinea de 391 m deasupra n.m., se întinde pe o suprafață de 7,94 km2 și în 2017 număra 617 locuitori.

## Istoric
Localitatea Rožňavské Bystré este atestată documentar din 1318.

## Demografie
| An:                | 1994 | 2004   | 2014   | 2024    |
| ------------------ | ---- | ------ | ------ | ------- |
| Număr de persoane: | 568  | 582    | 632    | 551     |
| Diferență:         |      | +2,46% | +8,59% | −12,81% |

| An:                | 2023 | 2024   |
| ------------------ | ---- | ------ |
| Număr de persoane: | 563  | 551    |
| Diferență:         |      | −2,13% |